# Immigration libanaise au Sénégal
L'immigration libanaise au Sénégal est un mouvement de diaspora libanaise vers le Sénégal, et plus généralement l'Afrique de l'Ouest, remontant à la fin du XIXe siècle. La capitale de l'Afrique-Occidentale française (AOF), Dakar, a été à partir du début du XXe siècle le premier point de chute – avec Conakry – de ces pionniers sur le continent.
Les Libanais constituent une importante communauté et jouent traditionnellement un rôle significatif dans la vie économique du Sénégal, mais restent peu présents sur la scène politique. Leur nombre est aujourd'hui estimé à 25 000, sur une diaspora de 200 000 à 300 000 sur le continent africain, et d'environ 4 millions à travers le monde.

## Histoire
Les « Libanais » – généralement des commerçants libanais effectivement, mais aussi syriens – ont commencé à arriver en Afrique de l'Ouest dans les années 1890, tant dans les colonies françaises que britanniques. Le premier Libanais signalé en Afrique de l’Ouest a ainsi débarqué au Nigeria en 1882. 
Les Libanais arrivent réellement en grand nombre à Dakar, qui a été leur véritable premier point de chute avec Conakry, en Afrique de l'Ouest. Dans un pays sous domination ottomane, les migrants sont alors majoritairement des chrétiens appauvris, avant que leurs compatriotes chiites ne suivent le même chemin. Cette immigration est fortement encouragée par les autorités coloniales françaises, qui y voient des intermédiaires précieux pour commercer avec les Africains. Participant activement au commerce arachidier, ils jouent des rôles d’intermédiaires entre les grandes maisons de commerce européennes, telles que la Compagnie française d’Afrique de l’Ouest (CFAO), et les populations locales productrices d’arachides en milieu rural.
Par la suite, à partir de Dakar, des familles libanaises essaimeront dans d'autres pays de la sous-région, à commencer par la Côte d'Ivoire. 
Leur nombre s'accroît entre les deux guerres, alors que le Liban est lui-même sous mandat français. Moins de 100 en 1900, ils sont plus de 2 000 en 1930 et près de 4 000 à la veille de la Seconde Guerre mondiale.
Surtout présents dans les villes-marchés, ils parlent l'arabe, mais aussi les langues locales, et conservent des liens étroits avec les autres membres de la diaspora libanaise, en Afrique de l'Ouest ou au Moyen-Orient. Les maisons de commerce coloniales qui s'établissent à l'intérieur du pays au début du XXe siècle leur font plus volontiers confiance qu'à leurs concurrents wolofs ou peuls. Les Libanais trouvent notamment leur place dans le commerce de l'arachide.
Au moment de l'indépendance, en 1960, ils sont environ 15 000. Ils doivent bientôt réorienter leurs investissements du fait de la nationalisation du commerce de l'arachide et se tournent vers d'autres secteurs, tels que l'immobilier, le transport, le commerce de gros et l'industrie légère.
La guerre du Liban (1975-1990) conduit un certain nombre de Libanais à trouver refuge auprès de leurs compatriotes en Afrique, notamment au Sénégal. Cette vague d'immigration concerne surtout des musulmans chiites venus du sud du pays.
Comme d'autres expatriés, les Libanais préfèrent envoyer des subsides dans leur pays, plutôt que d'investir sur place, ce qui conduit à des tensions avec le gouvernement sénégalais qui tente d'endiguer ces pratiques au milieu des années 1980.
Les frictions entre Libanais et Sénégalais se trouvent encore exacerbées à l'occasion du conflit sénégalo-mauritanien (1989-1991), car les Libanais sont souvent perçus par la population comme solidaires des Maures.
Aujourd'hui, les grandes familles sont la famille Kawar, propriétaire de la chaîne de magasins Orca, ou Youssef Omaïs, fondateur de Patisen. La diaspora libanaise est à 90 % chiite.

## Situation actuelle

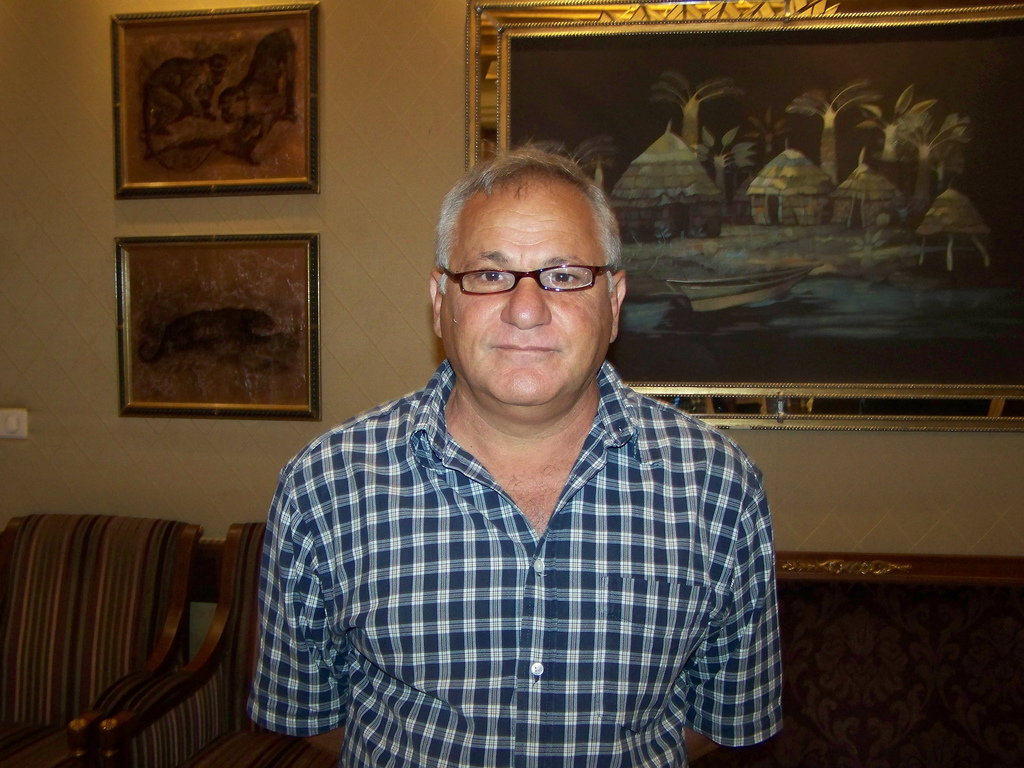
Haïdar El Ali aux Assises nationales du Sénégal en 2008

Alors qu'ils étaient près de 50 000 en 1970, le nombre de Libanais au Sénégal aurait chuté à 25 000 aujourd'hui, mais ces chiffres restent sujets à caution. C'est néanmoins la plus forte communauté en Afrique, après la Côte d'Ivoire qui en compterait 60 000. La plupart sont nés au Sénégal, parlent le wolof et beaucoup ne sont jamais allés au Liban. Malgré la bonne entente générale entre les communautés, les métissages et le sentiment d'appartenance nationale qui s'exprime notamment lors des matchs joués par les Lions de la Téranga, les Libanais restent considérés comme « des Sénégalais entièrement à part », d'après Fayçal Sharara, vice-président du patronat, issu d'une famille qui a connu une belle réussite économique.
Certes quelques réussites exemplaires émaillent l'histoire de la communauté, par exemple celles des familles Sharara, Omaïs, Gandour, Bourgi ou Fakhry qui ont fait fortune dans la pêche, l'agrolimentaire, les cosmétiques ou l'immobilier, mais globalement le niveau de vie des Libanais s'est dégradé depuis les années 1990, notamment lorsqu'ils ont dû subir la concurrence, dans les secteurs qu'ils dominaient traditionnellement, des Sénégalais wolofs de la confrérie mouride (Baol-Baol), très actifs dans le petit commerce. Certains sont alors partis dans les pays limitrophes, en Gambie, en Guinée-Bissau, ou en Guinée. Désormais ceux qui sont confrontés aux préjugés ou à d'importantes difficultés financières retournent rarement au Liban où ils n'ont plus guère d'attaches, ils s'installent dans les villes de l'intérieur ou dans la banlieue dakaroise, à Pikine ou à Guédiawaye, des univers urbains plus anonymes et moins coûteux.
Pour le moment la communauté libanaise trouve encore difficilement sa place sur la scène politique, dans la haute administration ou dans le gouvernement. Cependant Haïdar El Ali, directeur de l'Oceanium de Dakar et deuxième vice-président du Conseil régional de Dakar, issu d'une famille d'immigrés libanais, est l'un des leaders de l'opposition qui ne manque pas de faire entendre sa voix dans le débat public. Il a été ministre de l'Écologie dans le gouvernement Mbaye en 2012-2013, puis ministre de la Pêche dans le gouvernement Touré en 2013-2014.

### Filmographie
- Naar bi, loin du Liban, film documentaire de Laurence Gavron, 1999, 40'